# コバシガン属
コバシガン属（コバシガンぞく、学名 Chloephaga）は、鳥綱カモ目カモ科に属する属。
学名は、古代ギリシア語でχλόη・φάγος (若菜・食）の由来。

## 分布
南アメリカ

## 分類
以下の分類・英名は、HBW and BirdLife International Illustrated Checklist of the Birds of the Worldに従う。和名は、黒田長久（1980年）による。
- Chloephaga melanoptera　アンデスガン　Andean goose LC IUCN （アカハシコバシガンも）
- Chloephaga picta　マゼランガン　Upland goose LC IUCN
- Chloephaga hybrida　シロコバシガン　Kelp goose LC IUCN
- Chloephaga poliocephala　ネズミガシラコバシガン　Ashy-headed goose LC IUCN
- Chloephaga rubidiceps　チャガシラコバシガン　Ruddy-headed goose LC IUCN

## 画像

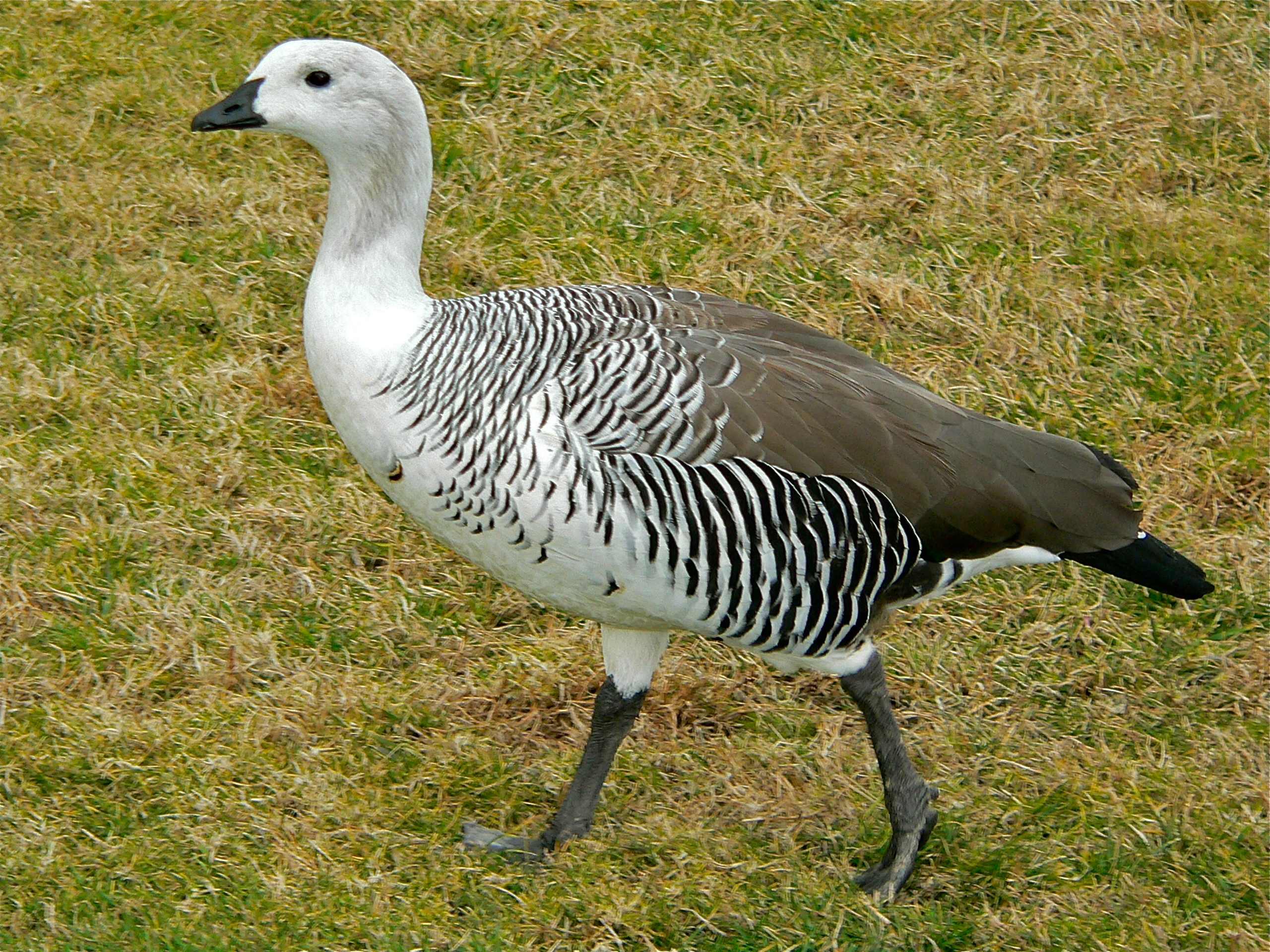
マゼランガン（雄） C. picta
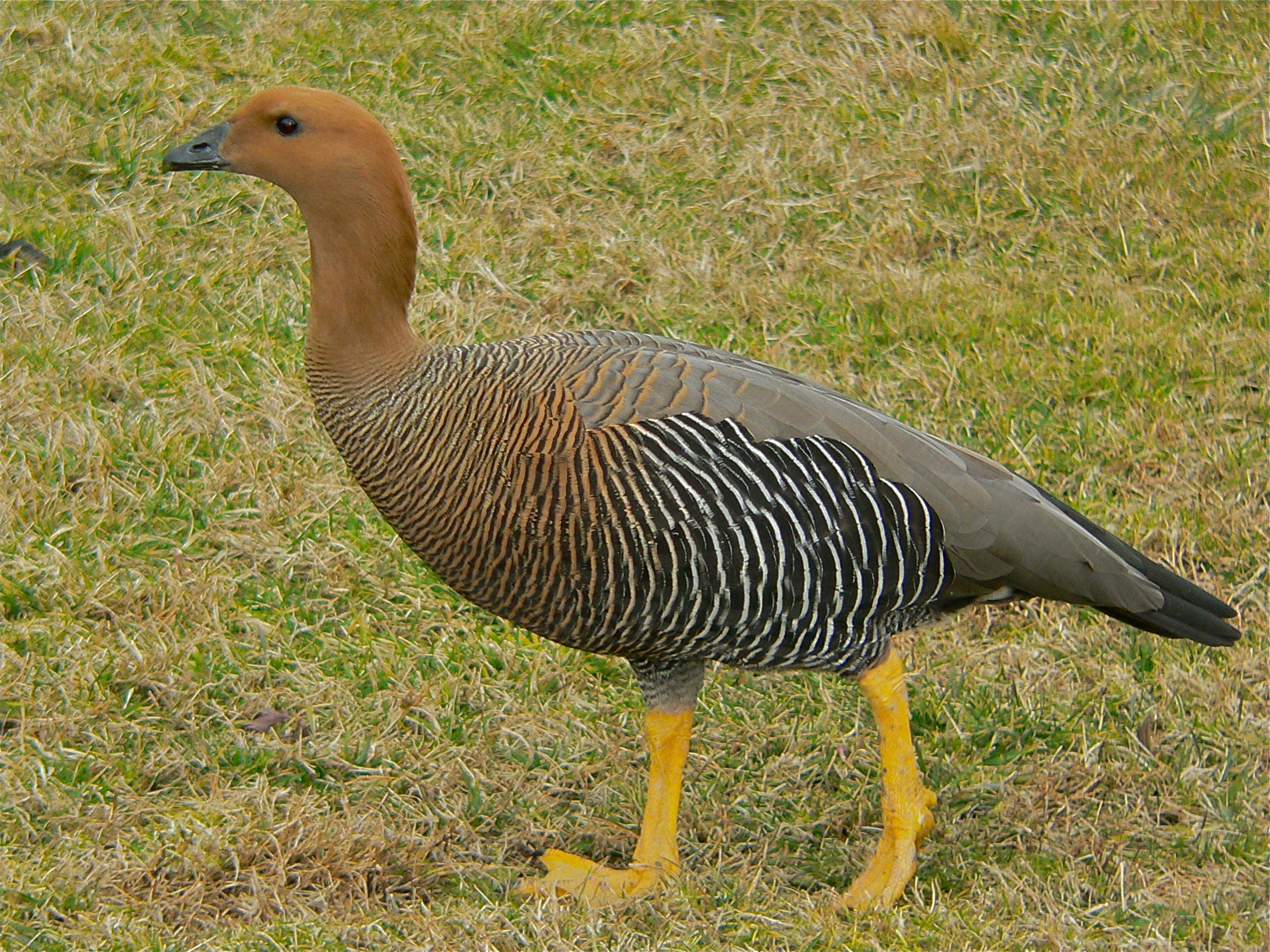
マゼランガン（雌） C. picta
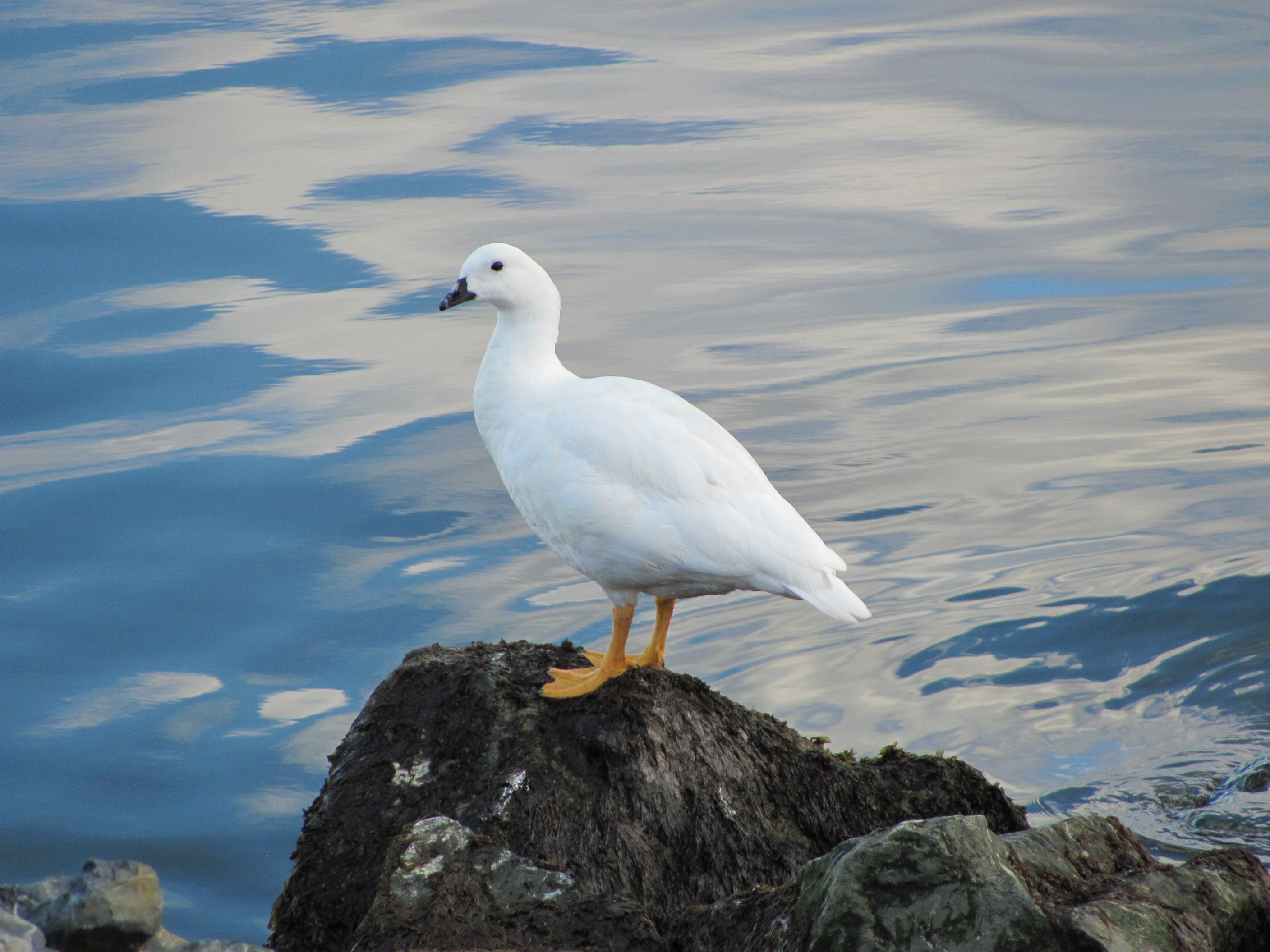
シロコバシガン（雄） C. hybrida
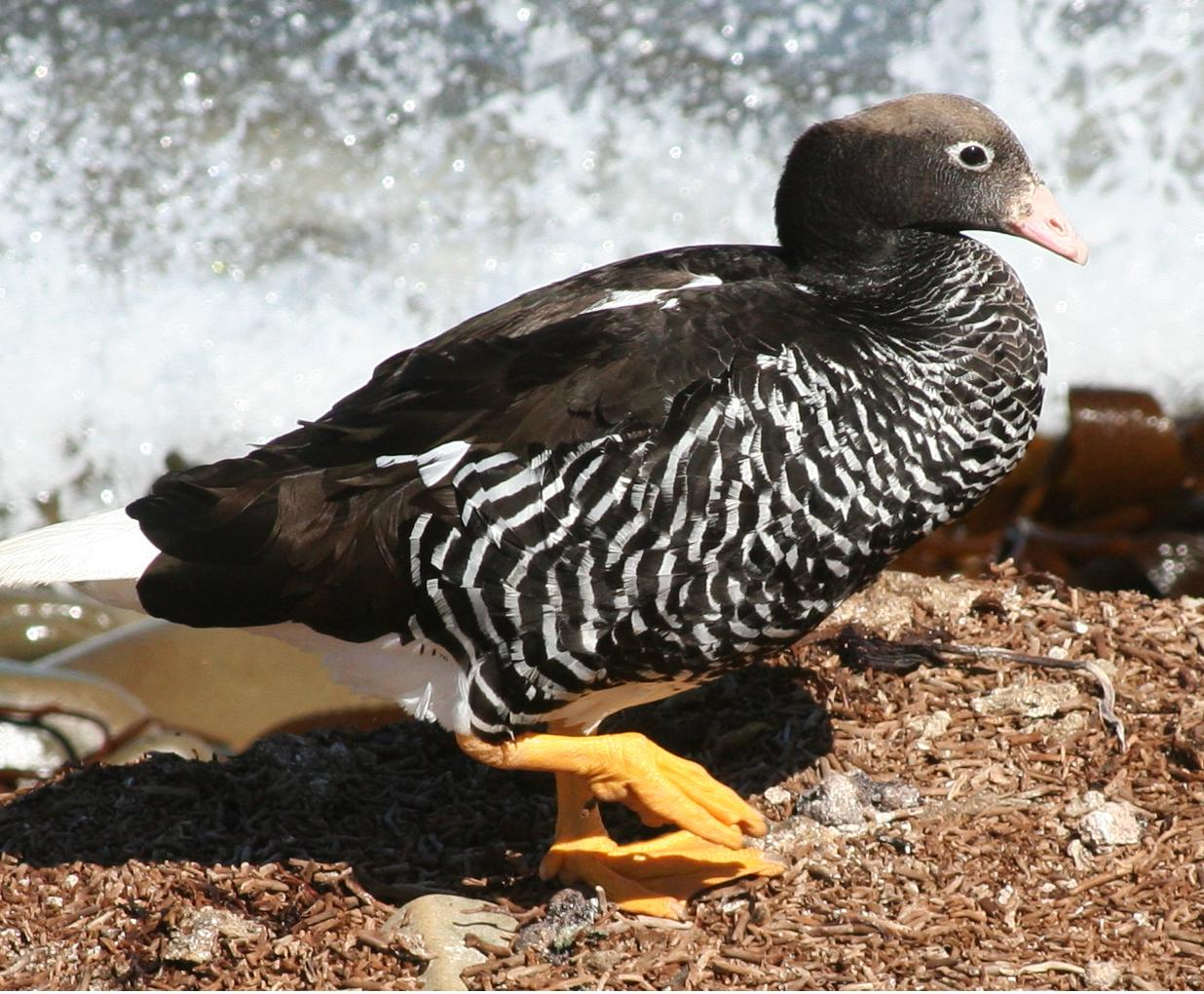
シロコバシガン（雌） C. hybrida
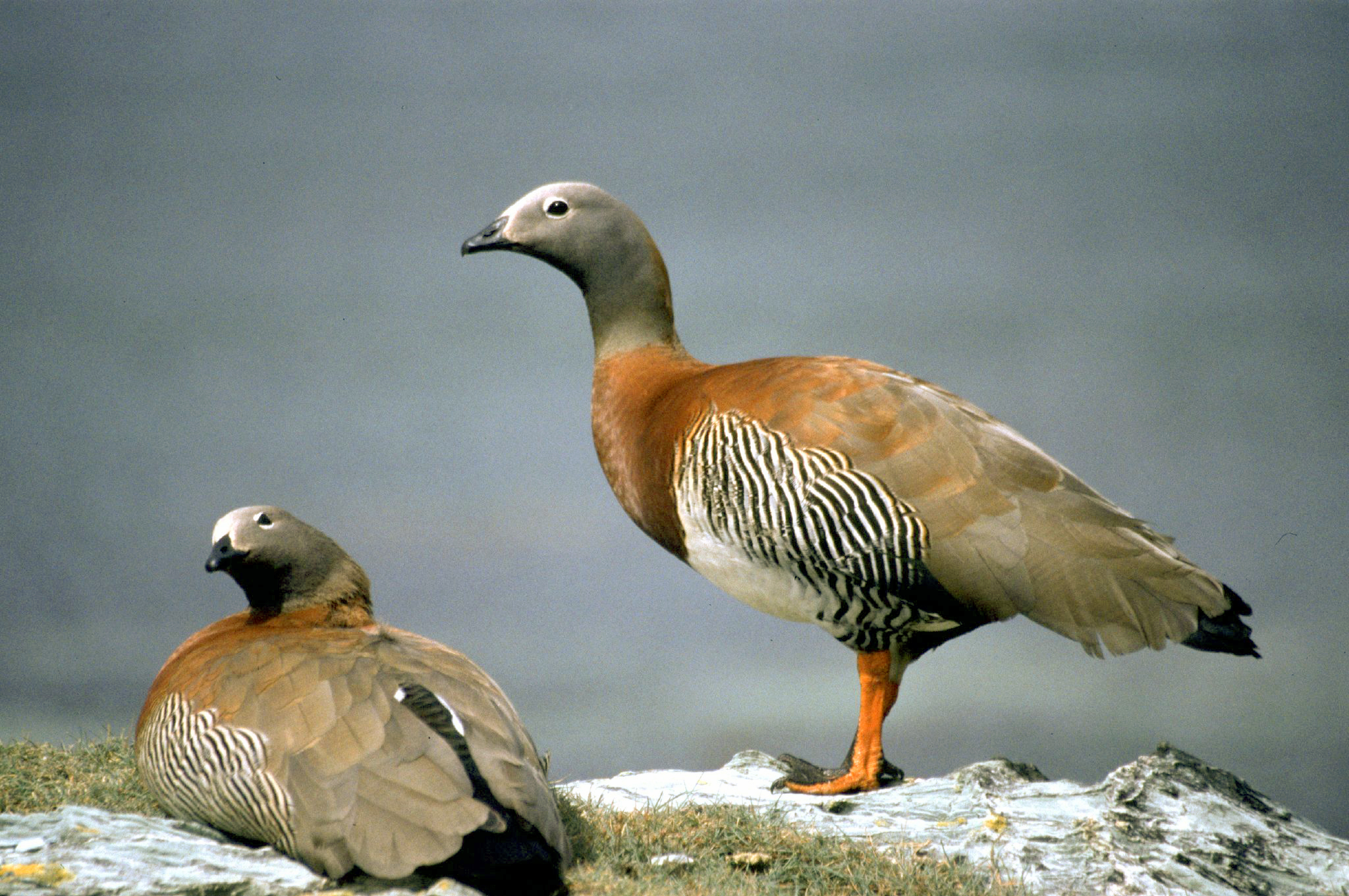
ネズミガシラコバシガン C. poliocephala
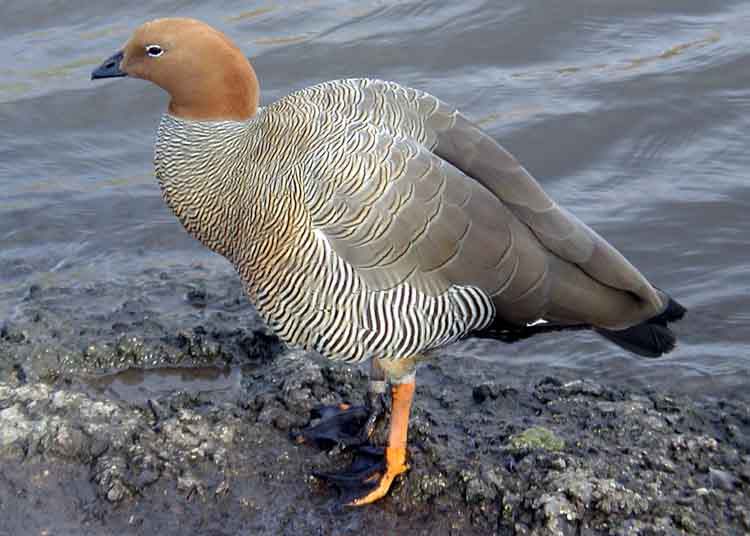
チャガシラコバシガン C. rubidiceps